# 梅野隆太郎
梅野 隆太郎（うめの りゅうたろう、1991年6月17日 - ）は、福岡県那珂川市出身のプロ野球選手（捕手）。右投右打。阪神タイガース所属。
2018年シーズンから2020年シーズンまで阪神の第17代選手会長を務めた。捕手のシーズン補殺日本記録保持者（123補殺、2019年）。紙飛行機の飛行距離日本記録保持者。

## 経歴

### プロ入り前

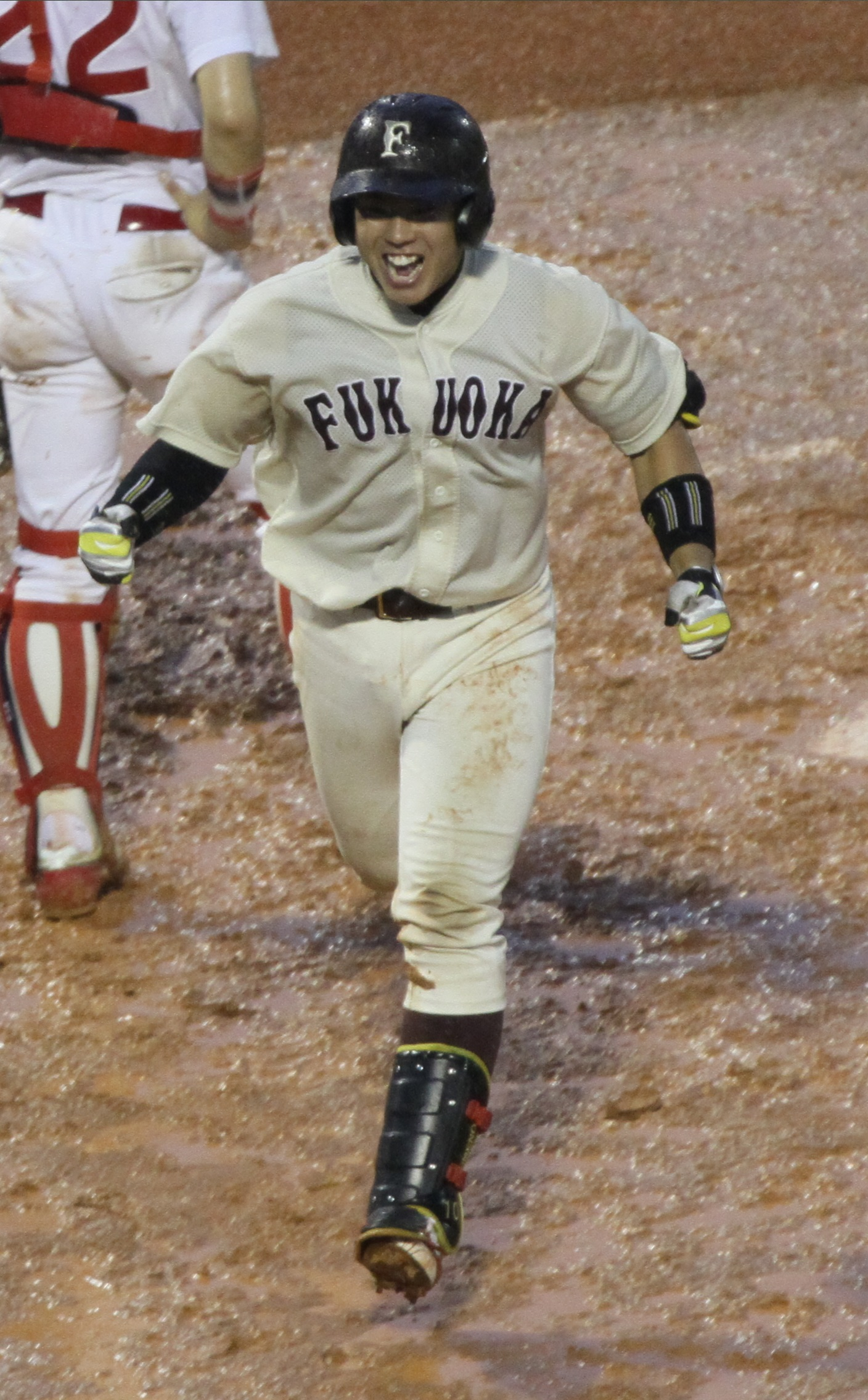
福岡大学時代（2013年6月11日、明治神宮野球場）

小学校2年時に、父がコーチを務める少年野球チーム「片縄ビクトリー」に入団。当初は外野手であったが、4年生から捕手に転向した。中学生時代は「那珂川シャークス」に所属。2005年・2006年に春季ジャパンリーグで2年連続優勝を果たすなど、「4番・捕手」としてチームを数々の大会で優勝に導いた。
福岡工大城東高校へ特待生待遇で入学。1年夏からベンチ入りし、2年夏まで外野手としてプレー。新チームとなった2年秋からは捕手へ復帰するとともに主将を務めた。在校中には通算24本塁打を記録した。2学年上に安部友裕、1学年上に笠原将生、1学年下に中谷将大がおり、中谷とはのちにプロでもチームメイトとなる。高校3年秋の2009年NPBドラフト会議で指名される可能性もあったが、「下位指名でプロ野球に入れたとしても、身体もできていないし勝負できない」という理由で、地元の福岡大学への進学を決めた。
福岡大学スポーツ科学部への進学後は、1年春から指名打者としてリーグ戦に出場。同年秋から捕手として出場機会を得ると、3年春からは主将としてチームを4季連続の全国大会出場へ導いた。リーグ戦通算7本塁打、打率.338。4年夏には第39回日米大学野球選手権大会の日本代表に選出、ここでも主将を務めた。同学年に信楽晃史がいた。
2013年のNPBドラフト会議にて阪神タイガースから4巡目指名を受け、契約金4000万円、年俸850万円（金額は推定）で入団。背番号は44。担当スカウトは田中秀太。
ドラフト指名後に出場した明治神宮大会では、八戸学院大学との1回戦に「4番・捕手」として出場し、ソロ本塁打を含む3安打を打ったものの、チームは敗退。

### 阪神時代
2014年、新人からは山本翔也と共に沖縄・宜野座での一軍春季キャンプに参加。その中でただ1人公式戦の開幕を一軍で迎えた。開幕戦であった3月28日の対読売ジャイアンツ戦（東京ドーム）で、7回表に代打でプロ初出場。その裏の守備から試合終了までマスクをかぶると、3月30日の同カードでは代打でプロ初安打、4月27日の対横浜DeNAベイスターズ戦（横浜スタジアム）では代打でプロ初本塁打を打った。6月7日の対中日ドラゴンズ戦（ナゴヤドーム）では、同期入団で同学年の岩崎優とバッテリーを組んで先発。阪神では2002年の安藤優也 - 浅井良以来12年ぶりに、新人同士のバッテリーで一軍公式戦への出場を果たした。再び岩崎とのバッテリーで臨んだ7月5日の対DeNA戦（横浜）では、阪神の一軍公式戦では1983年の御子柴進 - 木戸克彦以来31年ぶりの新人バッテリーによる勝利を達成。終盤は鶴岡一成、藤井彰人らベテラン捕手の起用を優先したチーム事情から出場機会が減少したものの、シーズンを通じて一軍に帯同。最終的に、チーム捕手最多の92試合の出場で、打率.197、7本塁打、捕逸0という記録を残した。シーズン2位で迎えたポストシーズンでは、日本シリーズの第2戦（10月26日・甲子園球場）に、阪神の新人捕手としては1985年の嶋田宗彦以来のシリーズ出場を果たした。さらに、シリーズ終了後の11月11日に甲子園球場で開催された「日本プロ野球80周年記念試合」では、阪神・巨人連合チームの捕手として先発出場。同月21日には、推定年俸1800万円（960万円増）で契約を更改した。
2015年、3月27日の対中日戦（京セラドーム大阪）でプロ入り後初の開幕マスクを被ると、13試合続けてスタメンマスクを任された。しかし、その間にチームが6連敗を喫したことや、配球面での課題が露呈したことから、4月中旬以降は出場機会が減少。打撃面でも打率.239、2本塁打と低迷したため、5月24日に入団後初めて出場選手登録を抹消された。その後も、2度にわたって一軍と二軍を往復。二軍調整中の5月31日には、中日とのウエスタン・リーグ公式戦で5番打者を任されると、3番・北條史也、4番・江越大賀とのクリーンアップによってチーム35年ぶりの同リーグ公式戦3者連続本塁打を達成した。8月中旬から再び一軍に定着したが、鶴岡・藤井との併用策から脱し切れないままシーズンを終えた。3位で進出したクライマックスシリーズ（CS）では、2位・巨人との1stステージ（東京ドーム）の第1戦（10月10日）と第3戦（12日）に捕手として出場。スタメンに起用された第1戦では、適時打を含む3安打1打点を記録した（チームは同ステージ1勝2敗で敗退）。しかし、レギュラーシーズンの一軍公式戦で56試合出場、打率.239、4本塁打という成績にとどまったことから、11月20日には推定年俸1500万円（300万円減）で契約を更改している。
2016年、オープン戦ではチーム唯一の本塁打を打った。レギュラーシーズンでは、新任の一軍首脳陣が「捕手2人制」を採用したことを背景に、一軍公式戦の開幕から岡﨑太一と交互にスタメンマスクへ起用。しかし、起用試合で攻守に精彩を欠いたことや、育成選手であった原口文仁の支配下復帰・一軍昇格（4月27日）以降は一軍と二軍を何度も往復することとなった。加えて、後半戦から新人の坂本誠志郎の台頭もあって、最終的に自己最少37試合の出場で、打率.135、長打0本に留まった。オフに、150万円減となる推定年俸1350万円で契約を更改した。
2017年、坂本、原口らとの正捕手争いが予想された中、打力を買われた原口が春季キャンプ終了後から一塁手中心の起用へ移行した上、坂本の故障離脱もあってオープン戦から事実上の正捕手として起用された。「8番・捕手」としてスタメンに起用された5月6日の対広島東洋カープ戦（甲子園）では、一時は最大9点ものリードを許す中で逆転打となる走者一掃の適時三塁打を打ち「9点差からの逆転勝利」という球団史上初の快挙達成に貢献した。さらに、オールスターゲームのファン投票では、セ・リーグ捕手部門の得票数1位で初選出。7月14日の第1戦（ナゴヤドーム）で初出場ながらスタメンマスクを被ると、途中から出場した翌7月15日の第2戦（ZOZOマリンスタジアム）で初安打を記録した。7月上旬以降は一軍へ昇格した坂本と併用され、打撃面の好調さを買われた坂本が正捕手格に定着した8月下旬以降は出場機会が減少した。最終打率は.206と伸び悩んだ一方で、自己最多の試合出場を果たし、リーグ2位の盗塁阻止率.379を記録。シーズン終了後の11月29日付で、27歳にして阪神選手会の副会長から第17代会長に昇格した。オフに、1250万円増となる推定年俸2600万円で契約を更改した。
2018年は、シーズンを通じて正捕手に定着。6月終了時点では打率.217と低迷していたものの、夏場から調子を上げ、特に8月は23試合に出場して打率.338、4本塁打、10打点という好成績を残したことから月間MVPの候補にも挙げられた。シーズン終盤には5番や6番を任されることもあり、最終的には自己最多の132試合に出場。打率.259、100安打、8本塁打、47打点、OPS.724など、ほとんどの打撃部門において自己最高の成績を残した。また、阪神の生え抜き捕手としては1995年の関川浩一以来23年ぶりにセ・リーグの最終規定打席に到達。守備面では、リーグ2位の盗塁阻止率.320を記録した上、セ・リーグ捕手部門のゴールデングラブ賞に選ばれた。阪神の捕手では2010年の城島健司以来、生え抜きの捕手では1985年の木戸以来3人目の受賞で、最下位チームからの選出はリーグ史上初であった。シーズン終了後の契約交渉では、推定年俸5000万円（前年から2400万円増）で契約を更改した。
2019年、正捕手として3年連続の開幕マスクを任された。4月2日の対巨人戦（東京ドーム）2回表の打席で内野安打を打った際に、巨人の一塁手・岡本和真との交錯により転倒し左足の薬指を骨折。一時は登録抹消も検討されたものの、4月5日の対広島戦（マツダ）でスタメンに復帰すると、4月9日の対DeNA戦（甲子園）ではシーズン1号本塁打を含むサイクル安打を達成した（詳細後述）。一時はリーグトップの打率を残すほど打撃好調で、オールスターゲームではファン投票・選手間投票の両方でセ・リーグ捕手部門に選出された。選手間投票で阪神の捕手が選出されるのは史上初。甲子園での第2戦（7月13日）に「7番・捕手」として先発出場すると、「6番・指名打者」で同じく先発出場していた原口との二者連続本塁打を記録した。後半戦は打撃がやや低調となり、加えて前半戦からの疲労蓄積を考慮されたことから坂本誠志郎や原口文仁にスタメンマスクを譲る機会が微増したものの、シーズンを通して正捕手の立場を譲らず、8月17日の対巨人戦（東京ドーム）でシーズン10個目の盗塁を決め、球団の捕手では2009年の狩野恵輔以来となるシーズン2桁盗塁を記録すると、9月24日の対巨人戦（甲子園）でシーズン120補殺を記録して捕手のシーズン補殺の日本記録を樹立した（最終記録は123補殺）。また、同日には自己最多を更新する9号本塁打を打った。最終的には、129試合に出場し打率.266、115安打、9本塁打、59打点、14盗塁という成績を残しチームの2年ぶりCS進出に貢献した他、2年連続2度目のゴールデングラブ賞を受賞した。阪神の捕手の連続受賞は田淵幸一（1973年・1974年）以来45年ぶり2人目。また、阪神の捕手で2年連続の規定打席到達は矢野燿大（2005年・2006年）以来13年ぶりであった。CSでも全7試合に先発出場し、特に1位・巨人とのファイナルステージではチームトップの打率.364を記録した他、10月11日の第3戦（東京ドーム）で先制本塁打を打った。シーズンオフには、前年から5000万円増となる1億円で契約を更改（金額は推定）。阪神の捕手が年俸1億円に到達するのは矢野、城島健司に次いで3人目となり、生え抜きでは球団史上初。
2020年、4年連続となる開幕マスクを任されたものの、同カードの2戦目は原口文仁、3戦目には坂本誠志郎がそれぞれスタメンとして起用された。9月11日には自身初、阪神では2002年6月28日の矢野輝弘（当時）以来18年ぶりの「2番・捕手」として先発出場した。9月18日には右脇腹痛のため登録を抹消されたが、同30日に一軍復帰を果たすと、翌日の10月1日にはスタメンに復帰した。復帰後も原口・坂本らとの併用起用が続いたものの、チームの捕手では最多の98試合（捕手としては97試合）に出場し、打率.262、7本塁打、29打点、5盗塁という成績を残した。また、守備率.996、捕逸1という守備成績も残し、セ・リーグでは1999年 - 2001年の古田敦也以来19年ぶりとなる3年連続3度目のゴールデングラブ賞を受賞した。12月1日、翌シーズンより背番号が2に変更となることが発表された。12月22日、1000万円増となる年俸1億1000万円で契約を更改した（金額は推定）。
2021年、同年シーズン阪神は開幕から好調で、夏場までリーグ首位を走り、梅野自身も東京オリンピックの日本代表に選出され金メダルを獲得するなど、順調なシーズンを送っていた。しかしシーズン後半は前半戦とオリンピック出場の疲労からか攻守ともに精彩を欠いたことで、矢野燿大監督は、第2捕手の坂本誠志郎を積極的に起用し、ベンチスタートとなる試合が増加した。結局、阪神は後半戦で猛追した東京ヤクルトスワローズに追い抜かれて優勝を許し、レギュラーシーズンを2位で終え、クライマックスシリーズでもファーストステージで巨人に屈した。そしてシーズン終了後には移籍の噂が絶えなかったが、結局国内FA権を行使せず、残留を表明。3年契約かつ、年俸は5000万円増となる推定1億6000万円となった。
2022年、6年連続で開幕マスクを任されたが、首脳陣の考えにより、シーズン前半から中盤にかけて梅野と坂本、長坂拳弥の3捕手の日替わりによる併用が行われたことにより、先発出場数が80試合に減少。先発が伊藤将司と才木浩人の際は全試合でマスクを被った。
2023年、前年オフの秋季キャンプにて、この年よりチーム復帰の岡田彰布新監督が梅野を正捕手として起用する方針を明言していた中で、7年連続の開幕マスクを任された。開幕戦となった対DeNA戦（京セラドーム大阪）ではシーズン初打席で先制適時打を放ちチームの開幕白星に貢献したが、以降は一時打率が1割台を切る、開幕戦以来の適時打が92打席ぶりとなるまでずれ込む等の不振が続き、坂本にスタメンマスクを譲る試合も見られるようになった。その後は夏に差し掛かるにつれて復調気配を見せたが、8月13日の対ヤクルト戦（京セラドーム大阪）5回裏の打席で今野龍太から死球を受け左尺骨を折る怪我を負い、戦線を離脱した。以降はリハビリに取り組み、9月中にギプスを外し装具に切り替えた状態でショートスローを再開できるまでに回復。チームが18年ぶりのリーグ優勝を決めた9月14日の対巨人戦（甲子園）の終盤では、同期入団且つ自身と同じ九州地方の出身であり、この年の7月18日に死去した横田慎太郎のユニフォームを手にベンチ内に姿を見せ、胴上げに参加したが、実戦復帰には至らないままレギュラーシーズンを終えた。以降は日本シリーズでの復帰を見据えてリハビリを続けていたが、手首の可動域の回復が思わしくないことからチームがクライマックスシリーズ突破を決めた翌日に同年中の復帰の断念を表明。実際にはシリーズの40人枠に登録され、第6戦及び第7戦ではベンチ入りを果たしたが、いずれの試合においても出場機会はなかった。
2024年6月18日、代打などを含めた一軍公式戦通算試合数が生え抜き捕手としては田淵幸一以来2人目となる1000試合を達成した。7月20日には捕手で出場した試合数が生え抜き捕手で球団史上初となる通算1000試合達成（球団としては矢野燿大以来2人目）。

## 選手としての特徴

### 守備
2018年から2020年にかけて3年連続ゴールデングラブ賞を受賞しており守備面の評価が高い。DELTA社のセイバーメトリクスの専門家による評価においてもレギュラーに定着した2018年から2021年まで4年連続で得票数12球団3位以内に入っている。
捕球技術への評価が高く、投球を後ろに逸らさない「ブロッキング」について投手陣からの信頼も厚い。報道陣からは「梅ちゃんウォール」と称されている。ルーキーイヤーの2014年に、捕逸0を記録。セ・リーグにおける規定試合数を満たした捕手の捕逸0は、1979年の水沼四郎（広島）以来35年ぶり。
加えて、高いフレーミング技術も備え、特に左右のコースにおけるCSAAが高い。
また、「梅ちゃんバズーカ」と称される強肩と正確な送球を持ち味とする。
一方で、ノーボール2ストライクから外の大ボールを要求する悪癖があり、これには真中満も「2ストライク1ボールにしておけば、次に打たれてもしょうがない。ベンチと勝負しているような配球なんですよね」と苦言を呈している。

### 打撃・走塁
スイングスピードが速く、逆方向への打球が伸びるのが特徴。アマチュア時代はキャリアを通じてチームの主軸を務めた強打者であった一方で、プロ入り後は打率が2割前後を推移するに留まるなど確実性を課題としていたが、規定打席に到達した2018年からは毎年2割後半の打率を残している。その他、バントの技術に定評があり、正捕手に定着した2017年からは続けてリーグ上位の犠打数を記録している。
2018年シーズン前半は打撃が不安定であったが、交流戦の西武戦で、大学時代から親交があり同学年の山川穂高にこぢんまりして怖さが無くなっていることを助言され、当時一軍打撃コーチだった平野恵一からも「お前はノリさん（中村紀洋）みたいになってほしいんだよな」と助言されたのがきっかけで打撃が上昇し、これにはチームメイトの大山悠輔も中村のYouTubeチャンネルを研究して打撃が上昇したという。
捕手ながら走塁への関心が高く、2019年には阪神の球団捕手最多盗塁記録となるシーズン14盗塁を記録している。梅野本人は盗塁について2019年シーズンより興味を持ち始めたとしており、また、同年8月23日の対東京ヤクルトスワローズ戦（明治神宮野球場）において出塁した後立て続けに二盗、三盗を成功させるなど、三盗への意識も高く同年はリーグ2位タイの4三盗を記録した。

## 人物・エピソード
- 愛称は「梅ちゃん」[139]、「リュウ」[140]。
- 2001年、梅野が小学4年生の時、母が卵巣ガンのため34歳で死去[46]。父は、母が余命2か月の宣告を受けた後に残した「隆太郎をプロ野球選手にして下さい」という遺言通りに[7][8]、内装業を営みながら男手一つで梅野と弟を育て上げた[8]。このエピソードは、2013年のドラフト会議当日（10月24日）にTBS系列で放送された『ドラフト緊急生特番!お母さんありがとう』（TBS制作）で、梅野父子への取材映像などを通じて紹介された。梅野が阪神から指名されたのは、当番組の生中継に出演している最中のことであった。ちなみに、阪神でプロ初安打を打った際の記念球は、母の墓前に供えられた[28]。梅野自身が2017年に結婚した際には、母の誕生日に当たる3月21日に婚姻届を提出している[46]。
- 2014年には、前述した新人記録に加えて、本塁打に関する阪神の新人記録を次々と達成[注 3]。阪神球団では6月20日から、下位指名の新人選手では異例のプロジェクトとして、梅野のプロデュースによる公式グッズを発売した[144]。梅野と同様に、かつて大卒捕手として新人時代から活躍した田淵からは、「（田淵の現役時代の背番号である）22番を付けられるように頑張れ」というエールを送られている[145]。
- 高校・大学・大学日本代表で主将を務めるなどキャプテンシーを高く評価されており[7]、阪神でも入団5年目で選手会長に就任した[4]。5年目での就任はチームの選手会史上最速で、捕手としては山田勝彦に続いて歴代2人目。27歳での就任は、第3代会長の掛布雅之と並んで歴代最年少[50]。
- シンガーソングライターのBigfumiとは大学時代の先輩後輩という間柄で（梅野が1学年上）、在学中から親交があることから、2017年シーズンよりBigfumiの楽曲「Life」を登場曲に使用している[146]。また、同曲が収録されたBigfumiのインディーズデビューシングル「Trust/Life」（2018年）では、同じくBigfumiの楽曲を使用している中谷とともに球団史上初めて撮り下ろし写真がCDのジャケット写真に使用された[147]。
- 2019年4月9日の対DeNA戦（甲子園）で、三塁打（第1打席）→単打（第2打席）→本塁打（第4打席）→二塁打（第5打席）の順に安打を打ったことによって、自身初のサイクル安打を達成[148]。NPB史上69人目、捕手としての出場選手では4人目[注 4]、阪神の選手では6人目の達成[149]。これが「平成最後のサイクル安打達成」となった[150]。また、この背景には前述の左足薬指骨折に加えて、公式記録としては珍しい以下のプレーも重なっていた。
  - 2回裏二死一・二塁での第1打席に打った適時2点三塁打は、本来は内野手である右翼手のネフタリ・ソトが飛球の落下点を見誤ったことに起因していた。そのため、公式記録では当初「ソトの失策」と扱われたものの、試合中に三塁打へ訂正された[148]。
  - 8回裏二死一・二塁で迎えた第5打席では、二塁打を放てばサイクル安打を達成する局面にもかかわらず、右中間に大飛球を打った勢いで二塁を回った。しかし、三塁へ到達する寸前に一塁走者のエフレン・ナバーロが本塁で憤死したため、公式記録では梅野の一打が「二塁打」として扱われた。梅野自身はその直後に表彰されるまでサイクル安打の達成を知らなかったとのことで、試合後に受けたヒーローインタビューでは、「まさか自分がサイクル安打を達成するとは思わなかった。（達成できたのは）ナバーロのおかげかな」というコメントで場内を沸かせた[151]。
- 東京オリンピック 野球日本代表（侍ジャパン）として金メダルを獲得した栄誉をたたえ、2021年12月19日、福岡県那珂川市の那珂川片縄郵便局前に記念のゴールドポスト（第35号）が設置された（ゴールドポストプロジェクト[152]）。
- 2024年12月16日にノエビアスタジアム神戸で行われた紙飛行機の飛距離の世界記録を狙うイベントで3投目に64.652mを記録し、世界記録には及ばなかったが日本記録を4m近く更新した[6]。

## 詳細情報

### 年度別打撃成績
| 年 度      | 球 団      | 試 合 | 打 席 | 打 数 | 得 点 | 安 打 | 二 塁 打 | 三 塁 打 | 本 塁 打 | 塁 打 | 打 点 | 盗 塁 | 盗 塁 死 | 犠 打 | 犠 飛 | 四 球 | 敬 遠 | 死 球 | 三 振 | 併 殺 打 | 打 率 | 出 塁 率 | 長 打 率 | O P S |
| ---------- | ---------- | ----- | ----- | ----- | ----- | ----- | -------- | -------- | -------- | ----- | ----- | ----- | -------- | ----- | ----- | ----- | ----- | ----- | ----- | -------- | ----- | -------- | -------- | ----- |
| 2014       | 阪神       | 92    | 265   | 249   | 23    | 49    | 13       | 2        | 7        | 87    | 21    | 0     | 1        | 2     | 2     | 10    | 0     | 2     | 78    | 7        | .197  | .232     | .349     | .581  |
| 2015       | 阪神       | 56    | 149   | 138   | 16    | 33    | 9        | 1        | 4        | 56    | 18    | 0     | 2        | 4     | 0     | 6     | 0     | 1     | 33    | 2        | .239  | .276     | .406     | .682  |
| 2016       | 阪神       | 37    | 98    | 89    | 3     | 12    | 0        | 0        | 0        | 12    | 4     | 1     | 0        | 3     | 0     | 6     | 1     | 0     | 22    | 4        | .135  | .189     | .135     | .324  |
| 2017       | 阪神       | 112   | 340   | 282   | 22    | 58    | 9        | 2        | 2        | 77    | 33    | 1     | 0        | 27    | 3     | 24    | 2     | 4     | 63    | 3        | .206  | .275     | .273     | .548  |
| 2018       | 阪神       | 132   | 455   | 386   | 45    | 100   | 27       | 1        | 8        | 153   | 47    | 5     | 1        | 28    | 1     | 39    | 3     | 1     | 67    | 6        | .259  | .328     | .396     | .724  |
| 2019       | 阪神       | 129   | 492   | 433   | 49    | 115   | 22       | 3        | 9        | 170   | 59    | 14    | 3        | 16    | 3     | 34    | 4     | 6     | 83    | 16       | .266  | .326     | .393     | .718  |
| 2020       | 阪神       | 98    | 342   | 298   | 36    | 78    | 17       | 0        | 7        | 116   | 29    | 5     | 1        | 9     | 2     | 33    | 1     | 0     | 77    | 9        | .262  | .333     | .389     | .723  |
| 2021       | 阪神       | 130   | 458   | 404   | 33    | 91    | 15       | 3        | 3        | 121   | 33    | 8     | 4        | 6     | 2     | 41    | 3     | 5     | 107   | 14       | .225  | .303     | .300     | .603  |
| 2022       | 阪神       | 100   | 331   | 294   | 26    | 67    | 2        | 1        | 4        | 83    | 25    | 2     | 1        | 6     | 1     | 30    | 5     | 0     | 77    | 16       | .228  | .298     | .282     | .581  |
| 2023       | 阪神       | 72    | 251   | 217   | 17    | 42    | 4        | 0        | 1        | 49    | 19    | 3     | 1        | 1     | 3     | 28    | 0     | 2     | 56    | 6        | .194  | .288     | .226     | .514  |
| 2024       | 阪神       | 95    | 318   | 268   | 18    | 56    | 9        | 0        | 0        | 65    | 15    | 0     | 1        | 17    | 2     | 30    | 3     | 1     | 84    | 6        | .209  | .289     | .243     | .532  |
| 通算：11年 | 通算：11年 | 1053  | 3499  | 3058  | 288   | 701   | 127      | 13       | 45       | 989   | 303   | 39    | 15       | 119   | 19    | 281   | 22    | 22    | 747   | 89       | .229  | .297     | .323     | .620  |

- 2024年度シーズン終了時

### オリンピックでの打撃成績
| 年 度 | 代 表 | 試 合 | 打 席 | 打 数 | 得 点 | 安 打 | 二 塁 打 | 三 塁 打 | 本 塁 打 | 塁 打 | 打 点 | 盗 塁 | 盗 塁 死 | 犠 打 | 犠 飛 | 四 球 | 敬 遠 | 死 球 | 三 振 | 併 殺 打 | 打 率 | 出 塁 率 | 長 打 率 | O P S |
| ----- | ----- | ----- | ----- | ----- | ----- | ----- | -------- | -------- | -------- | ----- | ----- | ----- | -------- | ----- | ----- | ----- | ----- | ----- | ----- | -------- | ----- | -------- | -------- | ----- |
| 2021  | 日本  | 1     | 3     | 2     | 0     | 0     | 0        | 0        | 0        | 0     | 0     | 0     | 0        | 1     | 0     | 0     | 0     | 0     | 2     | 0        | .000  | .000     | .000     | .000  |

### 年度別守備成績
| 年 度 | 球 団 | 捕手  | 捕手  | 捕手  | 捕手  | 捕手  | 捕手  | 捕手     | 捕手     | 捕手     | 捕手     | 捕手     | 捕手 |
| 年 度 | 球 団 | 試 合 | 刺 殺 | 補 殺 | 失 策 | 併 殺 | 捕 逸 | 守 備 率 | 企 図 数 | 許 盗 塁 | 盗 塁 刺 | 阻 止 率 |      |
| ----- | ----- | ----- | ----- | ----- | ----- | ----- | ----- | -------- | -------- | -------- | -------- | -------- | ---- |
| 2014  | 阪神  | 86    | 550   | 49    | 3     | 4     | 0     | .995     | 57       | 42       | 15       | .263     |      |
| 2015  | 阪神  | 55    | 263   | 24    | 4     | 5     | 3     | .986     | 24       | 18       | 6        | .250     |      |
| 2016  | 阪神  | 35    | 231   | 17    | 3     | 1     | 1     | .988     | 30       | 23       | 7        | .233     |      |
| 2017  | 阪神  | 112   | 779   | 79    | 5     | 7     | 4     | .994     | 66       | 41       | 25       | .379     |      |
| 2018  | 阪神  | 132   | 986   | 104   | 4     | 8     | 5     | .996     | 75       | 51       | 24       | .320     |      |
| 2019  | 阪神  | 129   | 948   | 123   | 5     | 22    | 6     | .995     | 73       | 46       | 27       | .370     |      |
| 2020  | 阪神  | 97    | 627   | 68    | 3     | 4     | 1     | .996     | 45       | 30       | 15       | .333     |      |
| 2021  | 阪神  | 130   | 818   | 69    | 6     | 12    | 3     | .993     | 59       | 42       | 17       | .288     |      |
| 2022  | 阪神  | 98    | 641   | 65    | 1     | 3     | 1     | .999     | 31       | 21       | 10       | .323     |      |
| 2023  | 阪神  | 71    | 445   | 24    | 2     | 1     | 1     | .996     | 38       | 32       | 6        | .158     |      |
| 2024  | 阪神  | 92    | 576   | 45    | 2     | 4     | 0     | .997     | 51       | 40       | 11       | .216     |      |
| 通算  | 通算  | 1037  | 6864  | 667   | 38    | 71    | 25    | .995     | 549      | 386      | 163      | .297     |      |

- 2024年度シーズン終了時[注 5]
- 各年度の太字はリーグ最高、赤太字はNPBの捕手における歴代最高
- 太字年はゴールデングラブ賞受賞年

### 表彰
- ゴールデングラブ賞：3回（捕手部門：2018年 - 2020年）
- 最優秀バッテリー賞：1回（2022年 投手：青柳晃洋）
- 月間最優秀バッテリー賞：6回
  - 2021年
    - 6月、6・7月 投手：青柳晃洋
    - 9月 投手：髙橋遥人

  - 2022年
    - 3・4月、5月 投手：青柳晃洋
    - 6・7月 投手：伊藤将司
- 阪神タイガースDIDアワード：1回（2022年9・10月）
- 那珂川市市民栄誉賞（2021年）

### 記録
初記録
- 初出場：2014年3月28日、対読売ジャイアンツ1回戦（東京ドーム）、7回表に清水誉の代打で出場 ※阪神の新人捕手による開幕戦出場は、1969年の田淵幸一以来45年ぶり[27][28][153]。
- 初打席：同上、7回表に菅野智之から左飛
- 初安打：2014年3月30日、対読売ジャイアンツ3回戦（東京ドーム）、6回表に大竹寛から左前安打[154]※阪神の新人捕手による開幕カードでの初安打は、前述の田淵以来45年ぶり[27][28][153]。
- 初先発出場：2014年4月20日、対東京ヤクルトスワローズ6回戦（阪神甲子園球場）、「7番・捕手」で先発出場 ※阪神の新人捕手による先発出場は、2002年の浅井良以来12年ぶり[155]。
- 初本塁打・初打点：2014年4月27日、対横浜DeNAベイスターズ6回戦（横浜スタジアム）、9回表に三上朋也から代打で左越ソロ[29] ※阪神の新人捕手による一軍での本塁打は、1969年の田淵・1985年の嶋田宗彦に次ぐ3人目、同球団の新人選手による代打での一軍初本塁打は1987年の八木裕以来2人目[156]。
- 初盗塁：2016年4月16日、対中日ドラゴンズ5回戦（ナゴヤドーム）、5回表に二盗（投手：山井大介、捕手：杉山翔大）

節目の記録
- 1000試合出場：2024年6月18日、対北海道日本ハムファイターズ3回戦（阪神甲子園球場）、「7番・捕手」で先発出場 ※史上530人目

その他の記録
- サイクル安打：2019年4月9日、対横浜DeNAベイスターズ1回戦（阪神甲子園球場） ※史上69人目、平成最後のサイクル安打達成[150]
- 捕手シーズン123補殺：2019年 ※日本記録
- オールスターゲーム出場：4回（2017年、2019年、2021年、2023年）

### 背番号
- 44（2014年[20] - 2020年）
- 2（2021年[89] - ）
- 20（2014年日米野球日本プロ野球80周年記念試合）
- 7（2021年東京オリンピック[157]）

### 代表歴
- 第39回日米大学野球選手権大会日本代表
- 2021年東京オリンピック野球日本代表

## 関連情報

### 出演
CM
- 上新電機（2016年2月 - 2017年1月、2020年2月 - 2021年2月）
  - チームメイトの藤浪晋太郎・上本博紀（2016年2月 - 2017年1月）・糸原健斗（2020年2月 - 2021年2月）と共演。広告などのイメージキャラクターも務めた。